# Tribunal Constitucional (Espanha)
O Tribunal Constitucional (TC) é o órgão constitucional espanhol que exerce a função suprema de interpretar a Constituição Espanhola.
O seu presidente é Juan José González Rivas (2017-).